# Xã Bingham, Quận Huron, Michigan
Xã Bingham (tiếng Anh: Bingham Township) là một xã thuộc quận Huron, tiểu bang Michigan, Hoa Kỳ. Năm 2010, dân số của xã này là 1.709 người.